# George Gordon (5e duc de Gordon)
George Duncan Gordon, 5e duc de Gordon (2 février 1770 - 28 mai 1836), titré marquis de Huntly jusqu'en 1827, est un noble, militaire et homme politique écossais, et le dernier de sa lignée.

## Biographie
Il est né à Édimbourg le 2 février 1770, fils aîné d'Alexander Gordon (4e duc de Gordon) et de sa femme, la célèbre Jane Gordon, duchesse de Gordon, née Jane Maxwell. Il fait ses études au Collège d'Eton. Il devient militaire de carrière et atteint le rang de général. En tant que marquis de Huntly, il sert avec les gardes en Flandre de 1793 à 1794. Il commande le Gordon Highlanders, qui est à l'origine levé par son père Alexander Gordon sous le nom de 100e Régiment d'infanterie 1794 et renuméroté en 1798 . Il commande le régiment en Espagne, en Corse, en Irlande et aux Pays-Bas de 1795 à 1799, où il est grièvement blessé. Il commande une division lors de l'Expédition de Walcheren en 1809.
Franc-maçon, il est grand maître de la Grande Loge d’Écosse de 1792 à 1794. Il est député pour Eye de 1806 à 1807. Le 11 avril 1807, à l 'âge de 37 ans, il est convoqué à la Chambre des lords dans l'une des pairies mineures de son père (baron Gordon de Huntley, cons. Gloucester). En 1830, il est nommé conseiller privé, conservateur du grand sceau d'Écosse de 1828 à 1830 (poste occupé par son père jusqu'en 1827) et, de 1827 à 1836, gouverneur du château d'Édimbourg.

## Mariage

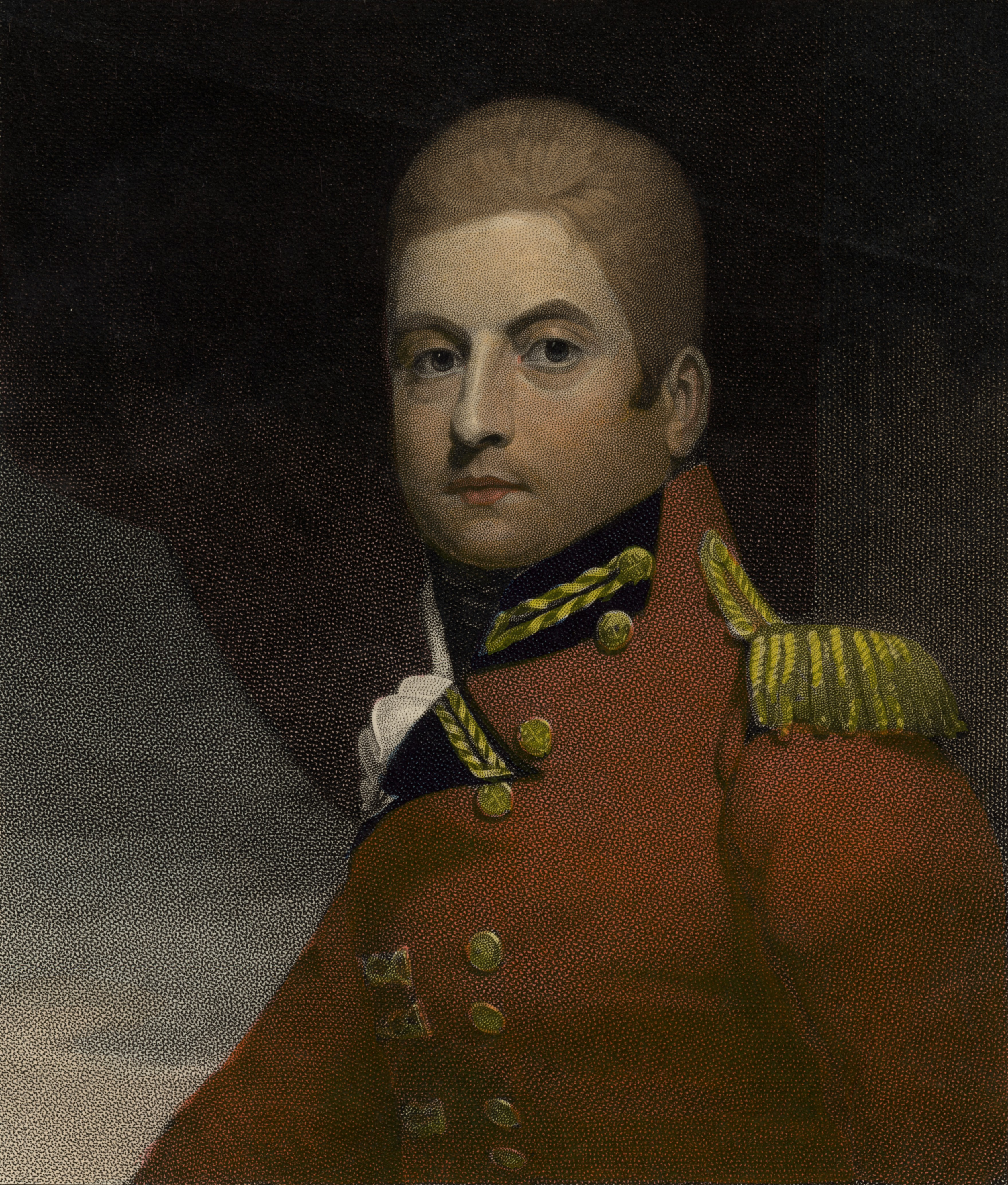
Le marquis de Huntly, colonel du 42e régiment, 1806

Il épouse à Bath, le 11 décembre 1813, Elizabeth Brodie (en), âgée de vingt-quatre ans. Elle est la fille d'Alexander Brodie d'Arnhall dans le Kincardineshire.
Cependant, au moment de son mariage et, en fait, jusqu'à ce qu'il hérite du duché, George se retrouve dans des difficultés financières presque constantes. Il est surnommé « Lord Huntly aujourd’hui en déclin, débordé de dettes, rassasié de plaisir, fatigué de la mode, dernier héritier de la lignée Gordon ». Bien que son mariage ait remédié à certains de ces problèmes, il n’a pas fourni l’héritier tant recherché.
Comme son père, George occupe bon nombre des postes auxquels la famille Gordon pouvait s'attendre presque de plein droit. Ceux-ci comprennent les postes de Lord-lieutenant de l'Aberdeenshire, Chancelier du Marischal College, Aberdeen et Lord High Constable of Scotland. Il occupe le dernier poste de Lord High Constable pour le couronnement du roi George IV en 1820.
Au moment de son accession au duché, il s'est taillé une réputation de réactionnaire extrême. Il s'oppose fermement au projet de loi sur la grande réforme parlementaire et, lorsque la majorité des députés conservateurs choisissent de s'abstenir, il reste l'un des vingt-deux "Stalwarts" qui votent contre à la troisième lecture du projet à la Chambre des lords le 4 juin 1832.
Pendant la majeure partie de cette période, son épouse sert la reine Adélaïde à la cour. En effet, on lui donne la robe de couronnement de la reine, que l'on retrouve maintenant avec beaucoup d'autres souvenirs Gordon au château de Brodie.

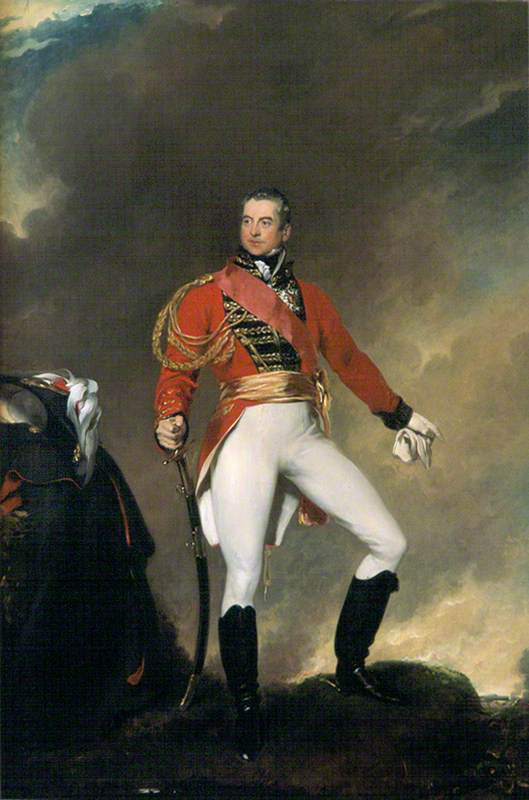
Portrait de Gordon, par Thomas Lawrence

Le duc meurt à Belgrave Square, Londres, le 28 mai 1836, à l'âge de 66 ans. Le duché de Gordon disparait, mais le titre de marquis de Huntly (créé en 1599) passe à son cousin éloigné, le comte d'Aboyne, tandis que les domaines Gordon passent à son neveu, Charles Gordon-Lennox (5e duc de Richmond). Les biens meubles de Gordon sont laissés par la duchesse aux Brodies de Brodie.
Elizabeth Brodie, la dernière duchesse de Gordon, se retire au Château de Huntly, où elle devient plus fervente religieuse qu'elle ne l'était, jusqu'à sa mort le 31 janvier 1864, date à laquelle la dernière trace du duché de Gordon est également éteinte.
Le duc et la duchesse de Gordon établissent la chapelle de Gordon (église épiscopalienne écossaise) à Fochabers qui contient une plaque commémorative du 5e et dernier duc.
Le duc a trois enfants illégitimes : Charles Gordon, Susan Sordet et Georgiana McCrae.